# Liste der Museen in der Städteregion Aachen
Die Liste der Museen in der Städteregion Aachen umfasst aktuelle und ehemalige Museen in der Städteregion Aachen. Sie haben unter anderem die Heimatgeschichte, die industrielle Entwicklung und die Kunstgeschichte zum Thema.

## Liste
| Bezeichnung                                                   | Lage (Stadt, Ortsteil)                         | Bemerkungen | Bild                                |
| ------------------------------------------------------------- | ---------------------------------------------- | --- | ----------------------------------- |
| Aachener Domschatzkammer                                      | Aachen (Standort)                              | beherbergt den Aachener Domschatz, eine der bedeutendsten Sammlungen kirchlicher Kulturschätze in Europa. Die Domschatzkammer ist eine Station der Route Charlemagne |                                     |
| Büchelmuseum                                                  | Aachen (Standort)                              | Ein Museum für Grafik und Kunst des 19. Jahrhunderts bis in die Moderne; eröffnet 2018 in einem historischen Gebäude aus dem 17. Jahrhundert mit einer Ausstellung von etwa 200 Werken des böhmischen Malers und Grafikers Emil Orlik. |                                     |
| Centre Charlemagne                                            | Aachen (Standort)                              | Das Museum beherbergt seit Juni 2014 Archivalien, die die Stadtgeschichte Aachens vom steinzeitlichen Feuersteinbergwerk über die römischen Thermenanlagen bis in die Neuzeit dokumentiert. Das Museum ist zugleich die zentrale Anlaufstelle der Route Charlemagne |                                     |
| ehemaliges Computermuseum Aachen                              | Aachen (Standort)                              | entstand in Zusammenarbeit mit dem Rogowski-Institut für Elektrotechnik der RWTH Aachen. Sammlung 2009 aufgelöst. |                                     |
| Couven-Museum                                                 | Aachen (Standort)                              | zeigt auf drei Etagen bürgerliche Wohnkultur des 18. und frühen 19. Jahrhunderts aus Aachen und Umgebung. Bezieht sich auf die Aachener Barockarchitekten Johann Joseph Couven und Jakob Couven. Das Museum war ab 1929 zunächst im Haus Fey untergebracht und 1958 im Haus Monheim wiedereröffnet. Das Couvenmuseum ist eine Station der Route Charlemagne. |                                     |
| Fernmeldemuseum Aachen                                        | Aachen (Standort)                              | Kommunikationstechnik aus einhundert Jahren und Sammlung von Fernsprechapparaten aus den Jahren 1863 bis 1990 im Haus der Telekom, Aachen |                                     |
| Internationales Zeitungsmuseum                                | Aachen (Standort)                              | gegründet 1886 von Oscar von Forckenbeck, thematisiert im Großen Haus von Aachen die Geschichte der Zeitung bis hin zu den modernen Massenmedien. Das Zeitungsmuseum ist eine Station der Route Charlemagne |                                     |
| Künstlermuseum Beckers Böll                                   | Aachen (Standort)                              | gegründet von Günther Beckers und René Böll im Jahre 2005 in Köln und Aachen. Die beiden Künstlermuseen sind ergänzt um eine virtuelle Präsentationsfläche im Internet und einer Kunstzeitschrift für Ästhetik, 360 grad-Kunst. |                                     |
| Kunsthaus Nordrhein-Westfalen Kornelimünster                  | Aachen-Kornelimünster (Standort)               | chronologischer Rundgang mit Einblicken in die Entwicklung der bildenden Kunst aus nordrhein-westfälischer Sicht vom Kriegsende bis zur Gegenwart in der Reichsabtei Kornelimünster |                                     |
| Ludwig Forum für Internationale Kunst                         | Aachen (Standort)                              | Museum für moderne Kunst in Aachen und begründet sich seit 1970 auf die Sammlung Ludwig, die das Ehepaar Irene und Peter Ludwig zusammentrug |                                     |
| Mies-van-der-Rohe-Museum                                      | Aachen (Standort)                              | Das 2019 eröffnete Museum steht in der Trägerschaft des Vereins „Mies van der Rohe-Haus Aachen e. V.“ und wurde eingerichtet im ehemaligen um 1895 erbautem ersten Aachener Elektrizitätswerk in der Borngasse. Das Museum wurde gefördert durch die NRW-Stiftung Naturschutz, Heimat- und Kulturpflege. Neben einer Dauerausstellung zur Persönlichkeit Mies van der Rohes, sein Wirken in Aachen und Deutschland wie auch dem von ihm angewandten Bauhausstil, bietet das Museum temporäre thematische Wechselausstellungen über seine Architekturprojekte wie beispielsweise Entwürfe zur Villa Tugendhat an. |                                     |
| Reiff-Museum                                                  | Aachen (Standort)                              | gegründet um 1902 als testamentarischer Nachlass von Franz Reiff (1835–1902), Professor für Figuren- und Landschaftszeichnen. Heute Teil des Kunsthistorischen Instituts der RWTH Aachen. |                                     |
| Suermondt-Ludwig-Museum                                       | Aachen (Standort)                              | erhielt seinen Namen nach dem ersten großen Stifter Barthold Suermondt. Ursprünglich seit 1878 in der Alten Redoute Aachen, seit 1901 in der Villa Cassalette |                                     |
| ehemaliges Textilmuseum Aachen                                | Aachen (Standort)                              | wurde 2006 auf der Komericher Mühle eingerichtet und bereits 2012 in die Stockheider Mühle in die Soers verlegt. Dort wird es unter dem Namen Tuchwerk Aachen als öffentliche Einrichtung eines Kultur- und Wissensstandortes weitergeführt mit dem Ziel, den Status eines Museums wiederzuerlangen. |                                     |
| Zollmuseum Friedrichs                                         | Aachen-Horbach (Standort)                      | Zentrum zur Erinnerung der Grenzgeschichte und -geschichten, mit verbotenen Souvenirs und Schwarzbrennerei |                                     |
| Energeticon                                                   | Alsdorf (Standort)                             | Erlebnismuseum in Alsdorf mit dem Motto „Energie erleben – Energie verstehen“, auf dem Gelände der ehemaligen Grube Anna II im Wurmrevier |                                     |
| Eschweiler Karnevalsmuseum                                    | Eschweiler (Standort)                          | Sammlung von ca. 3000 Eschweiler und ca. 1600 Stolberger Karnevalsorden sowie BDK-Orden, dazu viele Exponate wie alte Fahnen, Prinzen- und Zeremonienmeisterkostüme, Uniformen etc. aus über 150 Jahre Karneval in Eschweiler |                                     |
| Haus der Geschichte Eschweiler                                | Eschweiler (Standort)                          | Museum der Stadtgeschichte Eschweilers und Sitz des Eschweiler Geschichtsvereins |                                     |
| Städtische Kunstsammlung Eschweiler                           | Eschweiler (Standort)                          | Ausstellungszentrale des Eschweiler Kunstvereins – Bürgerinitiative für die Kunst im Eschweiler Talbahnhof; Förderung junger Nachwuchskünstler auf dem Gebiet der Bildenden Kunst |                                     |
| ehemaliges Brauerei-Museum Felsenkeller                       | Monschau (Standort)                            | Ein Museum über die Bierbraukunst der letzten 150 Jahre und Sammlung von historischen Brauereigerätschaften. Als Besonderheit der Brauerei gilt der große Felsenkeller, der 1830 in den Schieferberg gesprengt wurde. Mit Wirkung zum 24. Februar 2019 wurden das Museum und die angeschlossene Brauerei geschlossen, da sich kein Nachfolger für die Weiterführung gefunden hat. |                                     |
| Fotografie Forum der Städteregion Aachen                      | Monschau (Standort)                            | bis 2020: „Kunst- und Kulturzentrum Monschau“, ist eine Einrichtung der Städteregion Aachen, die 2002 als Museum, Atelierhaus und Gründerzentrum für Künstler gegründet wurde. Mittlerweile hat sich der Schwerpunkt Fotografie herausgebildet, und die Räumlichkeiten in einem historischen Gebäude in Monschau werden ausschließlich zur Ausstellungspräsentation und als Begegnungsstätte genutzt. | enter                               |
| Stiftung Scheibler-Museum Rotes Haus                          | Monschau (Standort)                            | Das Haus zeigt Interieurs der gehobenen Wohnkultur als kulturelles Erbe der Tuchmacherregion. |                                     |
| Sparkassen-Museum Monschau                                    | Monschau (Standort)                            | Im denkmalgeschützten Gebäude des ehemaligen Ursulinenklosters Monschau werden auf drei kleinen Räumen in einer Ecke der Kundenhalle der Sparkasse verschiedenste Exponate aus der Geschichte der Monschauer Sparkasse (früher auch „Sparkasse Montjoie“ genannt) im Speziellen sowie aus der Geschichte der Sparkassen-Finanzgruppe im Allgemeinen präsentiert. |                                     |
| Druckerei-Museum Weiss                                        | Monschau-Imgenbroich (Standort)                | Eine Zeitreise in die Entwicklung des Drucks – von den über 5000 Jahre alten chinesischen Schriftzeichen über die ägyptischen Hieroglyphen bis hin in die Neuzeit, dem hochmodernen Rollenoffsetdruck |                                     |
| ehemaliges Musik-Museum Monschau                              | Monschau-Imgenbroich (Standort)                | Museum für mechanische bzw. selbstspielende Musikinstrumenten; 2013 vorübergehend geschlossen, 2014 Umzug nach Beeskow, dort im Mai 2018 neueröffnet als Musik-Museum Beeskow in der Burg Beeskow | Standort Alte Molkerei, Imgenbroich |
| Dorfmuseum „Uraalt Scholl“                                    | Monschau-Mützenich (Standort)                  | Ein Heimatmuseum, welches ein Stück Mützenicher Dorf-Geschichte darstellt und aufzeigt, wie die Vorfahren einst gelebt und gearbeitet haben. |                                     |
| Alte Nagelschmiede Mulartshütte                               | Roetgen-Mulartshütte (Standort)                | Dokumente zur Geschichte des Eisenwerks in Mulartshütte und Mineraliensammlung aus der Region Nordeifel |                                     |
| SAKRALA – Eifelmuseum für christliche Volks- und Kirchenkunst | Simmerath-Huppenbroich (Standort)              | Eine Sammlung von Gegenständen des religiösen Lebens wie beispielsweise Kreuze, Bilder, Engeldarstellungen, Weihwasserbecken, Heiligenfiguren, Rosenkränze, Krippen und andere Exponate. Sie ist derzeit in der alten Huppenbroicher Sakristei untergebracht. |                                     |
| Bauernmuseum Lammersdorf                                      | Simmerath-Lammersdorf (Standort)               | Ein vom „Verein für Heimatgeschichte und Dorfkultur Lammersdorf“ unterhaltenes Museum für landwirtschaftliche Kultur. Gezeigt werden unter anderem Geräte, Einrichtungen und ein Backhaus. |                                     |
| Naturkundliche Bildungsstätte Nordeifel                       | Simmerath-Lammersdorf (Standort)               | Eine Sammlung von charakteristischen Beispielen der Tier- und Pflanzenwelt der Nordeifel und des Hohen Venns. |                                     |
| Heimat- und Handwerksmuseum Burg Stolberg                     | Stolberg (Rhld.) (Standort)                    | Heimat- und Handwerkermuseum in der Torburg mit Exponaten zur Glas-, Kupfer-, Messing- und Seifenherstellung sowie Informationen über die spezielle Geologie Stolbergs. |                                     |
| Museum Zinkhütter Hof                                         | Stolberg (Rhld.) – Münsterbusch (Standort)     | Museum für Industrie-, Wirtschafts- und Sozialgeschichte des Aachener Reviers |                                     |
| Rheinisches Medizin- und Pharmazie-Museum                     | Stolberg (Rhld.) – Mühle/Unterstadt (Standort) | Im Jahr 2017 gegründet, anfangs untergebracht in der Villa am Zinkhütter Hof. Gezeigt werden Exponate aus den Themenbereichen Homöopathie, Pflanzenheilkunde, Antibiotika, Chirurgie, Gynäkologie, Hygiene, Diagnostik, Chemie und Biologie, Medizin-, Pharmazie- und Labor-Technik sowie Arzneiherstellung. Besonderes Augenmerk gebührt der integrierten medizinischen Kräuterkammer. |                                     |